# Listă de stadioane de fotbal din Albania
Aceasta este o listă a stadioanelor de fotbal și a arenelor sportive din Albania, ordonate după capacitate.

## Stadioane de fotbal actuale
| #  | Stadioane               | Capacitate | Oraș        | Echipa            | Deschis |
| -- | ----------------------- | ---------- | ----------- | ----------------- | ------- |
| 1  | Qemal Stafa             | 27.549     | Tirana      | Albania           | 1947    |
| 2  | Loro-Boriçi             | 20.300     | Shkodër     | Vllaznia          | 1947    |
| 3  | Stadionul Tomori        | 16.500     | Berat       | Tomori Berat      | 1985    |
| 4  | Ruzhdi Bizhuta          | 13.000     | Elbasan     | KF Elbasani       | 1967    |
| 5  | Selman Stërmasi         | 12.500     | Tirana      | KF Tirana         | 1956    |
| 6  | Niko Dovana             | 12.198     | Durrës      | Teuta             | 1965    |
| 7  | Roza Haxhiu             | 12.000     | Lushnjë     | KS Lushnja        | ?       |
| 8  | Stadionul Flamurtari    | 8.500      | Vlorë       | Flamurtari        | 1961    |
| 9  | Subi Bakiri             | 8.500      | Gjirokastër | Luftëtari         | ?       |
| 10 | Stadionul Besa          | 8.000      | Kavajë      | Besa              | 1974    |
| 11 | Stadionul Skënderbeu    | 8.000      | Korçë       | Skënderbeu        | 1959    |
| 12 | Stadionul Ersekë        | 8.000      | Erseke      | KS Gramozi Erseke | 1960    |
| 13 | Stadionul Agush Maca    | 6.500      | Ballsh      | KS Bylis          | ?       |
| 14 | Loni Papuçiu            | 6.000      | Fier        | Apolonia          | 1958    |
| 15 | Stadionul Peqin         | 6.000      | Peqin       | Shkumbini         | ?       |
| 16 | Alush Noga              | 5.000      | Patos       | Albpetrol         | ?       |
| 17 | Stadionul Laçi          | 5.000      | Laç         | KF Laçi           | 1980    |
| 17 | Stadionul Brian Filipi  | 5.000      | Lezhë       | Besëlidhja        | ?       |
| 18 | Stadionul Tefik Jashari | 4.000      | Shijak      | Erzeni            | ?       |
| 19 | Stadionul Sopoti        | 4.000      | Librazhd    | Sopoti            | ?       |

## Palate actuale ale sportului
| # | Palate ale sportului           | Capacitate | Oraș   | Echipa                    | Deschis |
| - | ------------------------------ | ---------- | ------ | ------------------------- | ------- |
| 1 | Asllan Rusi Palace of Sports   | 3.000      | Tirana | Tirana, Dinamo, Partizani | 1950s   |
| 2 | Ramazan Njala Palace of Sports | 3.000      | Durres | Teuta                     | 1960s   |
| 3 | Flamurtari Palace of Sports    | 1.500      | Vlore  | Flamurtari                | 1970s   |